# 町田則文
町田 則文（まちだ のりふみ、1856年12月22日〈安政3年11月25日〉 - 1929年〈昭和4年〉11月23日）は明治時代から昭和初期にかけての日本の教育者。号は波山。
愛媛県尋常師範学校（愛媛大学教育学部の前身の一つ）及び埼玉県尋常師範学校（埼玉大学教育学部の前身の一つ）校長、高等師範学校附属小学校（筑波大学附属小学校の前身）主事、台湾総督府国語学校（国立台北教育大学、台北市立大学の前身）校長を歴任し、晩年は東京盲学校（筑波大学附属視覚特別支援学校の前身）校長として初期盲教育の充実に努めた。

## 略歴
1856年（安政3年）に、常陸国（現在の茨城県）で生まれる。1878年（明治11年）に東京師範学校中学師範学科を卒業し、茨城師範学校予科の教師になる。さらに、愛媛県尋常師範学校教頭・校長、埼玉県尋常師範学校校長を歴任後、1899年に女子高等師範学校教授に就任。1910年に、東京盲唖学校より分離設立された東京盲学校の初代校長になる。この盲聾分離にあたっては、東京盲唖学校長の小西信八（東京師範の同窓）が未熟な聾唖教育を担当して新設の東京聾唖学校長に就くこととし、盲学校の担当者として町田に白羽の矢が立ったのであった。
盲教育については未経験だった町田は、就任前に国内外の盲教育について研究し、草創期を越えたとはいえ、未開拓だった盲教育に取り組んだ。町田の就任以前は、盲学校の盲人教師の身分は嘱託で、報酬も少なかったという。町田は、盲人教師も晴眼の教師と同じく「本官」にするよう文部省に交渉し、実現した。さらに奥村三策と萩岡松韻の高等官としての任官を交渉し、この2人は盲人で初めて高等官になった。盲人の教員はしばらく嘱託をしてから本官になるということが長く続いた。点字は、すでに石川倉次考案のものが1890年に採用されていたが、その後も仮名遣いや符号の完成には年月を要した。石川と町田の間で表記法についての相談・協議も行われた。校長在任中、『内外盲教育』（1912–1920年）、『帝国盲教育』（会員の研究発表の場でもあったが、町田は終始海外の盲教育事情の紹介記事を寄稿）、『盲教育』の3雑誌の発行人になるとともに、『ブライユ点字の沿革の概要』『盲人心理学』などを著して欧米の盲教育を紹介、視覚障害教育の発展に尽くした。1911年に、石川倉次が執筆した『日本訓盲点字説明』の出版の労をとったのは町田であったが、同書が著作権者文部省として出版されたことで、点字が周知徹底されることとなり、1926年に初めて点字投票が認められることにもつながったという。また、校長職にありながら、専修科生の校外学習を受け持ち、見学先では「盲人ですので、さしつかえない限り触れさせてください」と頼むなど、盲人の社会知識の涵養にも意を配った。1929年11月23日逝去。享年74。

## 年譜
- 1856年（安政3年） - 現在の茨城県で生まれる（実家が茨城県で、実際に生まれたのは江戸[1]）
- 1878年（明治11年） - 東京師範学校（現在の筑波大学）中学師範学科を卒業し、茨城師範学校予科の教師になる。その後、愛媛県尋常師範学校教頭・校長、埼玉尋常師範学校校長を歴任
- 1899年（明治32年） - 女子高等師範学校教授に就任
- 1910年（明治43年） - 東京盲学校初代の校長に就任する（東京盲唖学校が分離してできた東京盲学校の初代校長）
- 1929年（昭和4年）11月23日 - 逝去

## 著作
- 「詞藻編」（『町田則文先生伝』）

著書
- 『学校管理法』同文館、1903年10月
- 『明治国民教育史』昭和出版社、1928年3月 ／ 日本図書センター〈教育名著叢書〉、1981年9月
  - 『日本植民地教育政策史料集成 台湾篇第33巻』龍溪書舎、2008年12月 - 抄録

訳書
- 『理学応用 教育論』ロバート・ガローウェー著、林吾一共訳、通信講学会、1892年11月
- 『弥爾言行録』開発社、1900年2月
Alexander Bain. John Stuart Mill, A Criticism with Personal Recollections. の抄訳。
- 『登氏 学校管理原論』アーノルド・トムプキンス原著、金港堂書籍、1903年6月
- 『盲人心理学』テオドル・ヘルレル原著、町田先生謝恩事業会、1933年

編書
- 『盲教育五十年記念誌』富岡兵吉、1925年10月

## 関連文献
- 「元東京盲学校長町田則文勲章加授ノ件」（国立公文書館所蔵 「叙勲裁可書・昭和四年・叙勲巻四」） - アジア歴史資料センター Ref.A10113054900
- 『むつぼしのひかり』第314号（故町田先生追悼号）、東京盲学校同窓会、1930年2月
- 町田則文先生謝恩事業会編『町田則文先生伝』町田則文先生謝恩事業会、1934年1月 ／ 大空社〈伝記叢書〉、1988年3月、ISBN 978-4-87236-327-2
- 寺崎昌男「解説」（前掲 『明治国民教育史』日本図書センター、1981年9月）
- 鈴木博雄「町田則文：もう教育に尽くした明治国民教育の実践的教育学者」（唐沢富太郎編著『図説 教育人物事典：日本教育史のなかの教育者群像 中巻』ぎょうせい、1984年4月）
- 「ミル伝の本邦初訳：町田則文訳『弥爾言行録』」（山下重一『英学史の旅』御茶の水書房、1995年2月、ISBN 4275015738）